# Мамчур Світлана Анатоліївна
Світла́на Анато́ліївна Мамчур — українська оперна співачка (драматичне сопрано). Народна артистка України (2018). Заслужена артистка України (2007).

## Біографічні відомості
1992 року закінчила Львівську державну консерваторію імені Миколи Лисенка.
Від 1990 року солістка Львівського національного академічного театру опери та балету імені Соломії Крушельницької.
Гастролювала в Іспанії, Німеччині, Австрії, Швейцарії, Італії (на Сицилії), Польщі, Катарі.
Виступала у Римі у зв'язку з візитом папи Івана Павла II до Львова. Виконала кантату Олександра Козаренка «Страсті Господа нашого Ісуса Христа».
20 серпня 2007 року надано звання «Заслужений артист України» — за значний особистий внесок у соціально-економічний, культурний розвиток Української держави, вагомі трудові досягнення та з нагоди 16-ї річниці незалежності України .

## Репертуар

### Оперні партії
- Абігаїлла («Набукко» Джузеппе Верді),
- Аїда («Аїда» Джузеппе Верді),
- Партія сопрано («Реквієм» Джузеппе Верді),
- Чіо-Чіо-Сан(«Мадам Баттерфляй» Джакомо Пуччіні),
- Ядвіга («Страшний двір» Станіслава Монюшка),
- Недда («Паяци» Руджеро Леонкавалло),
- Мікаела («Кармен» Жоржа Бізе),
- Лія («Мойсей» Мирослава Скорика),
- Блаженна Тінь («Орфей та Еврідіка» Крістофа Віллібальда Ґлюка),
- Соломія Крушельницька (вокальна партія в балеті «Повернення Баттерфляй» Мирослава Скорика),
- Саффі («Циганський барон» Йоганна Штрауса),
- Леонора («Трубадур» Джузеппе Верді),
- Сантуцца («Cavalleria Rusticana» П'єтро Масканьї),
- Дездемона («Отелло» Джузеппе Верді),
- Амелія («Бал-маскарад» Джузеппе Верді),
- Гурія («Золотий Пінгвін» Алли Сіренко),

## Пісні Миколи Колесси у виконанні Світлани Мамчур
- Зозуленька кукат [недоступне посилання з вересня 2019]
- З-поза гори місяць зишов [недоступне посилання з вересня 2019]
- Повіч же мі любе дівча

## Відеоматеріали
- В.Камінський. Кантата «Благодатна пора наступає»  [Архівовано 23 грудня 2011 у Wayback Machine.]
- Светлана Мамчур "O terra addio, Aida" Дж.Верди "Аида" Львовский оперный театр
- Светлана Мамчур Дж.Верди "Аида" Акт 3 Дует(часть 2) Львовский оперный театр  [Архівовано 23 грудня 2011 у Wayback Machine.]
- Светлана Мамчур "O terra addio, Aida" Дж.Верди "Аида" Львовский оперный театр  [Архівовано 23 грудня 2011 у Wayback Machine.]